# 白项凤鹛
白项凤鹛（学名：Yuhina bakeri）为鶲科凤鹛属的鸟类。分布于印度、缅甸以及中国大陆的云南、西藏等地，一般生活于常活动在常绿阔叶林和灌木丛中。该物种的模式产地在印度大吉嶺。